# Eric Sato
Eric Anthonyy Teruo Sato (ur. 5 maja 1966 w Santa Monica) – amerykański siatkarz, reprezentant Stanów Zjednoczonych. Dwukrotny medalista olimpijski.
Mający japońskie korzenie siatkarz specjalizował się w defensywie, był także świetnym serwującym. Znajdował się w składzie mistrzów olimpijskich w Seulu. W 1992 w Barcelonie zdobył brązowy medal. Był także mistrzem świata w 1986. Jego siostra Liane również była siatkarką, medalistką IO 92.